# Jean-Baptiste-Louis-Joseph Moreau
Pour les articles homonymes, voir Moreau.
Jean-Baptiste-Louis-Joseph Moreau, dit Moreau père, né le 11 septembre 1797 à Dijon et mort le 31 octobre 1855 dans la même ville, est un sculpteur français.

## Biographie
Né à Dijon le 11 septembre 1797, Jean-Baptiste-Louis-Joseph Moreau est le fils de Prudence Poichot et de Mathurin Moreau, serrurier.
Élève de l’école des beaux-arts de Dijon, il travaillera tout au long de sa carrière dans la capitale de la Bourgogne. Il y sculpte notamment le monument funéraire de Jean Vétu, curé de l'église Notre-Dame, mort en 1820. En 1822, il réalise un bas-relief en plâtre représentant L'Adoration des mages. Cette œuvre est installée dans une chapelle de l'église Saint-Michel, à l'emplacement d'un bas-relief de Dubois détruit pendant la Révolution.
Marié le 25 octobre 1821 avec Anne-Marianne Richer (née en 1796), il est le père des sculpteurs Mathurin, Hippolyte et Auguste Moreau.
Moreau est surtout connu pour sa participation à la restauration des Pleurants des tombeaux des ducs de Bourgogne, menée entre 1820 et 1827. Répondant en 1823 à une commande de la Ville de Dijon, il y travaille aux côtés d'un autre sculpteur dijonnais, Couchery, et du sculpteur ornemaniste semurois Louis Marion (1793-1873). Tandis que ce dernier sculpte des éléments architecturaux, les deux autres artistes se chargent de la statuaire. Moreau réalise notamment le gisant de Philippe le Hardi ainsi que plusieurs pleurants néogothiques. Deux de ces statuettes en albâtre sont des portraits de l'architecte Claude Saintpère (1771-1854), professeur à l'école des beaux-arts de la ville, initiateur de la restauration des tombeaux, et de Louis Marion. Deux autres représenteraient, selon la tradition, Charles Févret de Saint-Mémin, conservateur du musée des Beaux-Arts de Dijon, et Moreau lui-même.
Outre ces pleurants, le musée des Beaux-Arts de Dijon conserve d'autres œuvres de Moreau, comme une réduction au tiers du Puits de Moïse (vers 1831-1840, bois et plâtre, polychromie rajoutée en 1947), La Mort d'Épaminondas (bas-relief en marbre) et Mars et Vénus (avant 1849, groupe en terre cuite).
Moreau père meurt à son domicile dijonnais le 31 octobre 1855. Il est enterré à Dijon au cimetière des Péjoces.
Auguste Moreau est le premier statuaire de la famille Moreau, une dynastie de sculpteurs du XIXe et du début du XXe siècle.

Œuvres de Moreau père
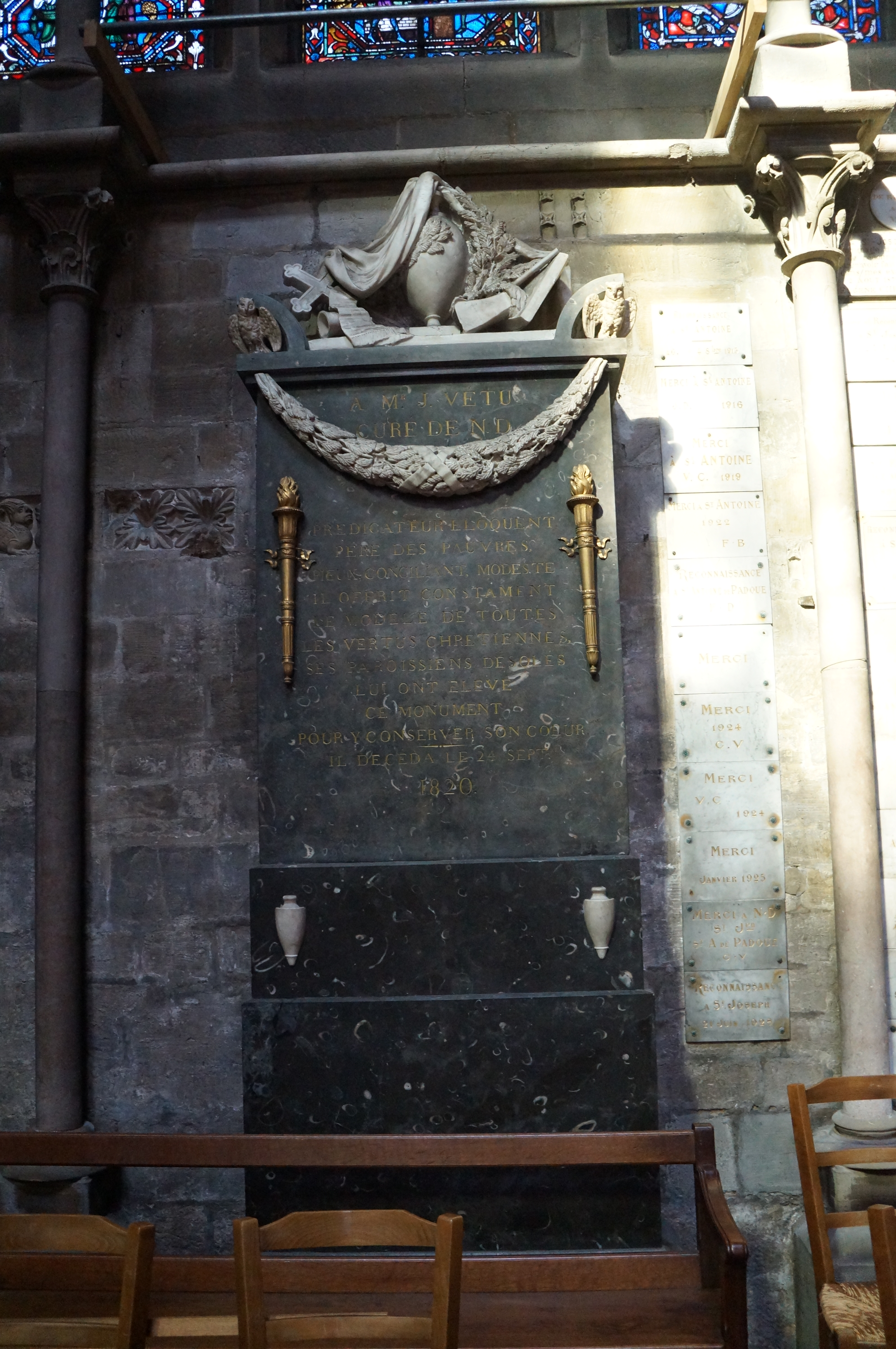
Monument funéraire du curé Jean Vétu (après 1820), église Notre-Dame de Dijon.
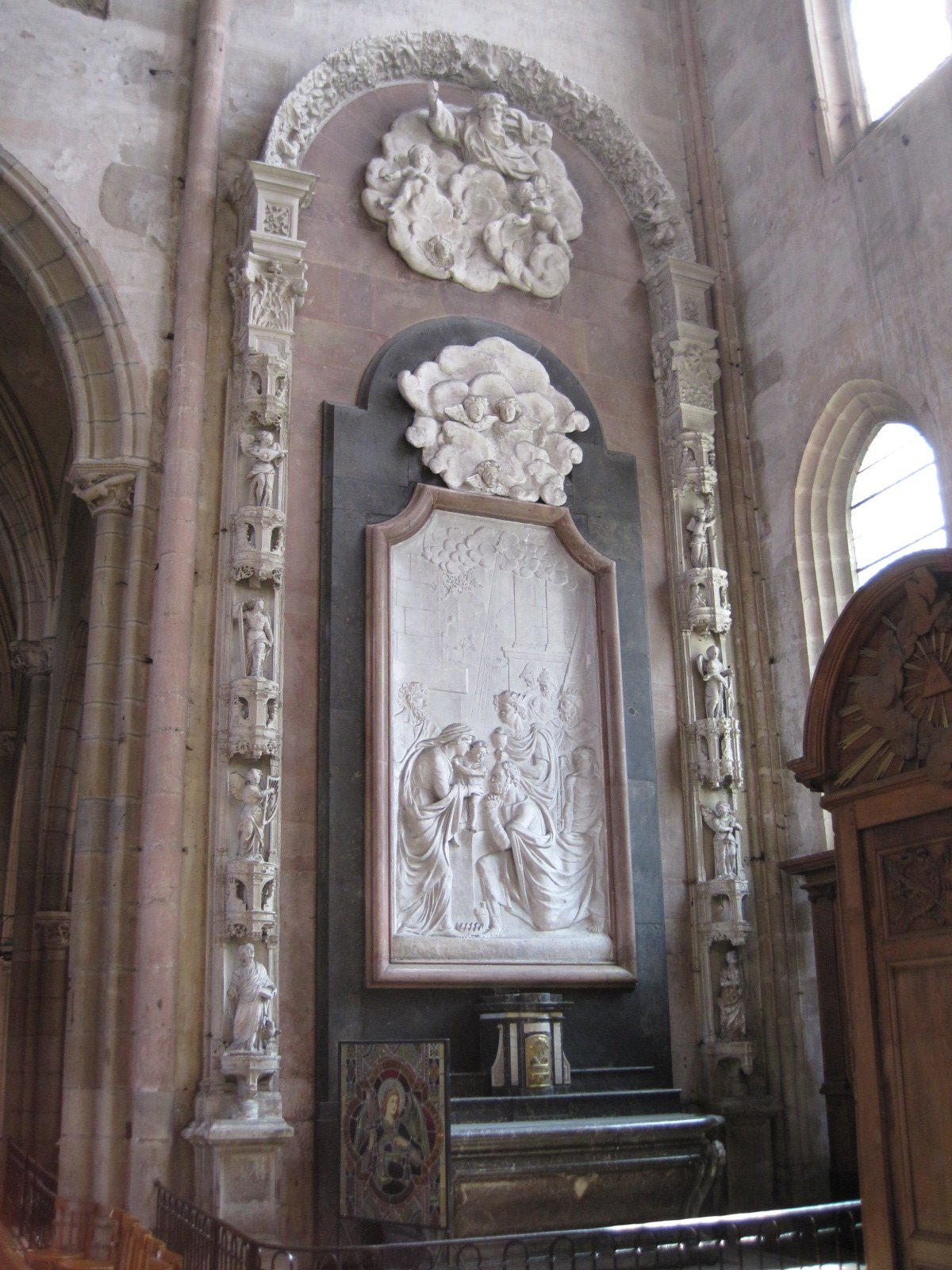
L'Adoration des mages (1822), église Saint-Michel de Dijon.
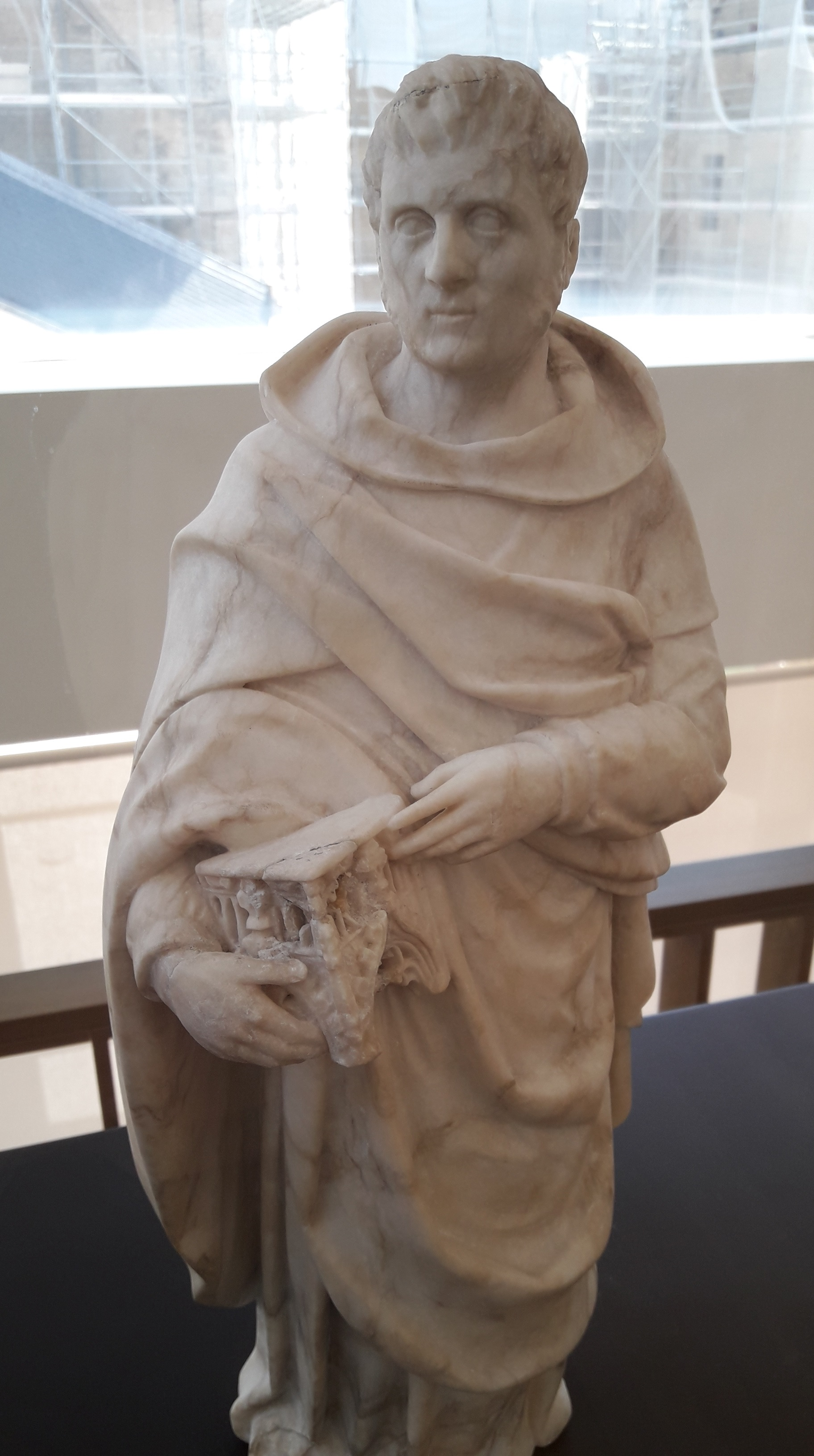
Pleurant (vers 1823), portrait de Louis Marion de Semur, musée des Beaux-Arts de Dijon.
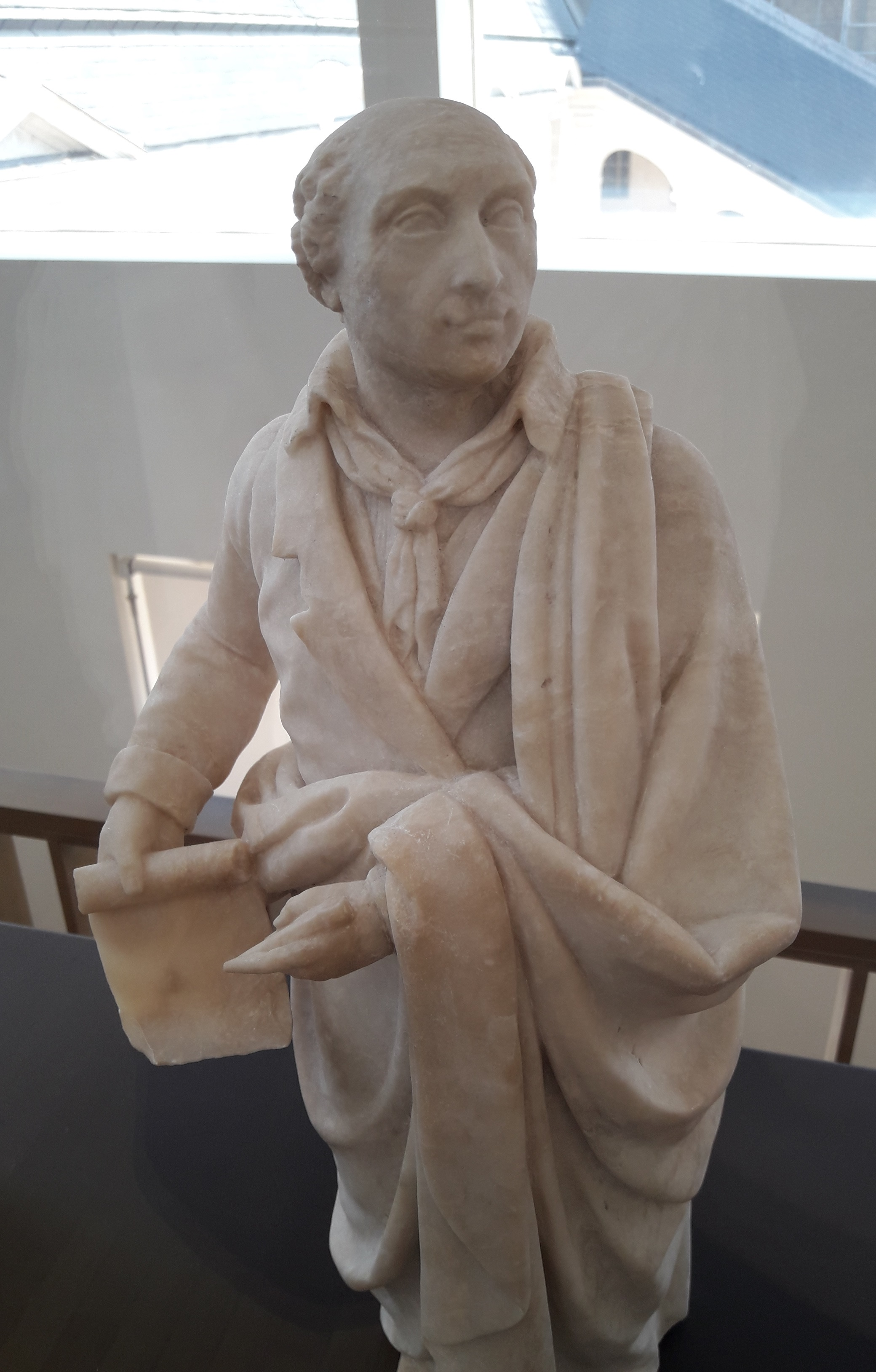
Pleurant (vers 1823), portrait de Claude Saintpère, musée des Beaux-Arts de Dijon.
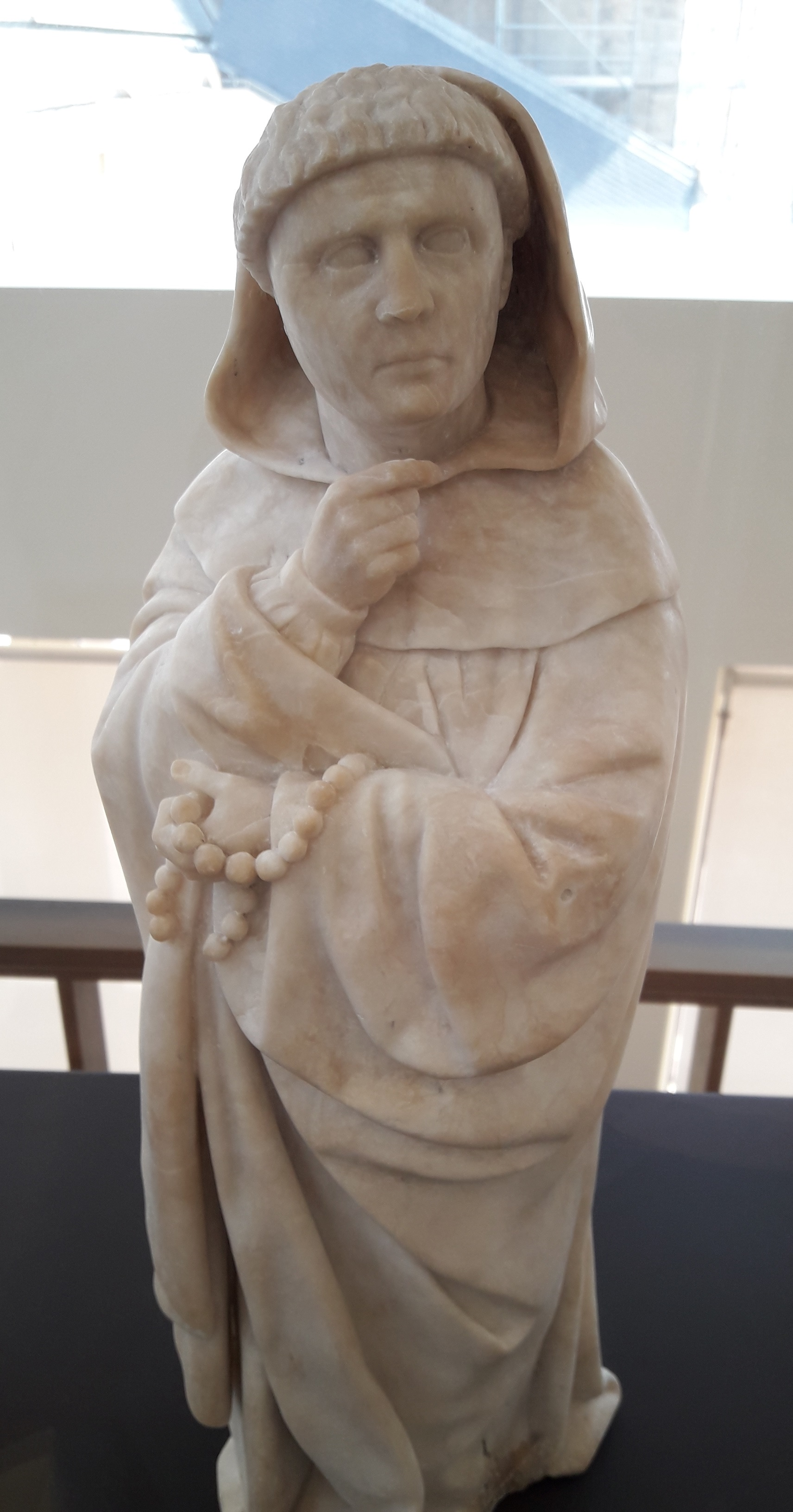
Pleurant (vers 1823), portrait présumé de Charles Févret de Saint-Mémin, musée des Beaux-Arts de Dijon.
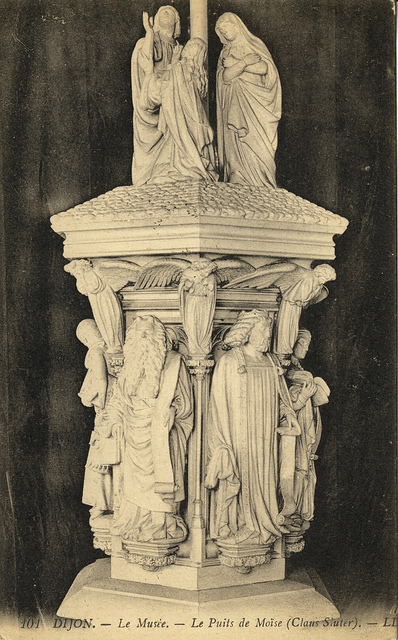
Le Puits de Moïse (vers 1831-1840), réduction au tiers d'après Claus Sluter, musée des Beaux-Arts de Dijon.